# Старостин, Сергей Семёнович
Сергей Семёнович Старостин (7 ноября 1926 года, посёлок Горный, Красносулинский район, Ростовская область — 16 ноября 2011 года, посёлок Кировское, Автономная Республика Крым) — советский лётчик, штурман-испытатель, заслуженный штурман-испытатель СССР (13.08.1976), полковник (18.10.1973), мастер спорта СССР международного класса по самолётному спорту. Награждён орденами Красной Звезды (23.01.1957), Богдана Хмельницкого (14.10.1999), медалями.

## Биография
Родился Сергей Семёнович 7 ноября 1926 года на станции Горная (ныне — посёлок Горный, Красносулинский район, Ростовская область). Когда началась Великая Отечественная война Сергей Старостин был с июня 1943 года в Красной Армии. Сергей Семёнович в 1943 году в городе Ереване окончил Ростовскую спецшколу ВВС № 10, в 1944 году — Ташкентскую военную авиационную школу стрелков-бомбардиров, в 1945 году — Челябинское Краснознамённое училище штурманов и в этом же году окончил Высшую школу штурманов и лётчиков авиации Дальнего Действия, в 1955 году — Высшие центральные курсы усовершенствования офицеров-штурманов по 3-му разряду..
В годы службы (1947—1957) на Дальнем Востоке Сергей Семёнович был штурманом самолёта 63-й Отдельной авиационной эскадрильи ВВС ТОФ, самолёта 3АЭ, звена 2 АЭ, штурманом авиационной эскадрильи 52 Гвардейского минно-торпедного авиационного полка, 890-й минно-торпедной авиационной дивизии и летал на самолётах: Р-5, ДБ-3, СБ-2, Ли-2, МБР-3, Ту-2, Ил-28. В 1952 году Сергею Семёновичу Старостину было присвоено звание «Военный штурман 1-го класса».
в 1957 году в посёлке Кировское Сергей Семёнович был штурманом-испытателем 4-й АЭ 986-го отдельного авиационного полка специального назначения авиации ВМФ.
Сергей Семёнович Старостин провёл испытания более 200 объектов, в том числе государственные испытания парашютных систем спускаемых аппаратов космических кораблей «Восход», «Союз», «Алмаз» и «Янтарь», межпланетных станций «Марс» и «Венера» и другие испытания.
С августа 1957 года был штурманом-испытателем НИИ-15, с февраля 1961 года — штурман-испытатель ГК НИИ ВВС, затем старший штурман-испытатель, с 1967 года — штурман эскадрильи, старший штурман-испытатель, в 1972 — 1978 годах — заместитель старшего штурмана испытательного АП по комплексам ПЛО, старший штурман-испытатель. С 1973 года Сергей Семёнович — полковник.
В 1945—1978 годах Сергей Семёнович налетал более 3500 часов, из них более 2000 часов на испытания, освоил больше 25 типов самолётов и вертолётов.
Полковник Сергей Семёнович Старостин является участником в установлении двух мировых авиационных рекордов: в 1974 году — рекорда скороподъёмности на гидросамолёте Бе-12, в 1975 году — рекорда высоты на гидросамолёте Бе-12.
С апреля 1978 года Сергей Семёнович Старостин в запасе, до 1991 года был заместителем начальника по штурманской службе Крымской лётно-испытательной базы НПО «Взлёт».
Награждён орденами и медалями, Сергей Семёнович — заслуженный штурман-испытатель СССР, мастер спорта СССР международного класса по самолётному спорту.
Скончался Сергей Семёнович 16 ноября 2011 года в посёлке Кировское Автономной Республики Крым.